# Ella D'Arcy
Constança Eleanor Mary Byrne D'Arcy (Londres, 23 de agosto de 1857 - Londres, 5 de setembro de 1937)  foi uma escritora de ficção curta no final do século XIX e início do século XX. 

## Vida
D'Arcy nasceu em Londres, filha de Anthony Byrne Darcey e Sophia Anne Byrne Darcey (née Matthews). Uma de nove crianças, ela foi educada em Londres, Alemanha, França e Ilhas do Canal. Apesar de ser um estudante de arte, D'Arcy abandonou essa carreira, alegadamente com base na visão deficiente, em favor de se tornar uma autora.
Morando em Londres e trabalhando como colaboradora e editora não oficial de, juntamente com Henry Harland, o Livro Amarelo, a obra de D'Arcy é caracterizada por um estilo psicologicamente realista - geralmente atraindo comparações com Henry James - e sua determinação em se envolver com temas como casamento, família, engano e imitação. Muitas de suas histórias também demonstram a influência de seu tempo nas Ilhas Anglo-Normandas, principalmente a "Magia Branca". 
Principalmente escritora de contos, a produção de D'Arcy é limitada. Mais conhecida por seus contos no Livro Amarelo, o reconhecimento do trabalho de D'Arcy cresceu após a publicação de "Irremediable", com The Bookman entre outros, destacando a história como louvável. Juntamente com seu trabalho no Livro Amarelo, D'Arcy também publicou em Argosy, Blackwood's Magazine e Temple Bar. Seu trabalho no Livro Amarelo a colocou em contato com o editor John Lane, que inicialmente publicou sua coleção de contos, Monochromes (1895), e publicou seus trabalhos posteriores, Modern Instances (1898) e The Bishop's Dilemma (1898), sob a marca Bodley Head. Além de escrever ficção, D'Arcy também traduziu para o inglês a biografia de André Maurois de Percy Bysshe Shelley, Ariel (1924). 
D'Arcy era notória por sua incapacidade de manter contato com seus amigos, exacerbada por seu amor por viajar, muitas vezes aparecendo sem aviso prévio, ganhando o apelido de "Goblin Ella".
Ella D'Arcy passou grande parte de sua vida vivendo sozinha, em relativa pobreza. Seus escritos, embora demonstrassem um envolvimento real com os estilos artísticos mutáveis e desafiadores do final do século XIX, foram motivados pela necessidade. Ela passou seus últimos anos morando em Paris, até que voltou a Londres em 1937 e morreu em um hospital de Londres naquele ano. 

## Bibliografia

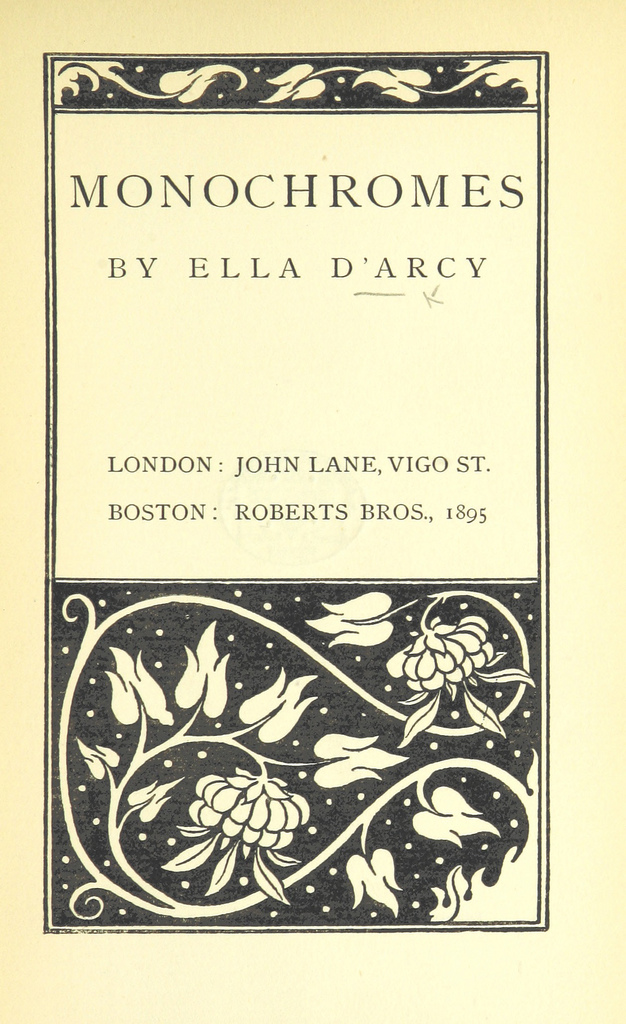

## Outros
- Monocromos (1895) [12]
- Modern Instances (1898)
- The Bishop's Dilemma (1898)
- Ariel (1924)